# Altoona (Floryda)
Altoona – jednostka osadnicza w Stanach Zjednoczonych, w stanie Floryda, w hrabstwie Lake.